# Willersdorf (Tanna)
Willersdorf ist eine Siedlung in der Stadt Tanna im Saale-Orla-Kreis in Thüringen.

## Geografie
Willersdorf liegt etwa 10 km südlich von Schleiz am Rand des Tals der Wisenta, einem Zufluss der Saale, im Südostthüringer Schiefergebirge nordöstlich des Rosenbühls. Die Landschaft dieses Gebirges ist vielfältig. Für die Landwirtschaft sind die Voraussetzungen hoher Feinerdeanteil und hoher Humusgehalt der Böden wertvoll. Die Flur des Stadtteils ist überwiegend mit Wald umgrenzt. Verkehrsmäßig besteht Anschluss über die Bundesstraße 2 an die Bundesautobahn 9. Die Gemarkung liegt im Mittel 555 m über NN.

## Geschichte
Der derzeit mit 160 Personen bewohnte Weiler wurde am 24. Januar 1417 urkundlich erstmals genannt und das Dokument auch archiviert. 1974 wurde Willersdorf nach Rothenacker eingemeindet, welches 1997 Teil der Stadt Tanna wurde.

## Sehenswürdigkeiten
- Dorfkirche Willersdorf